# Historia Nowej Fundlandii
Nowa Fundlandia zamieszkana była przez niewielką grupę Indian Beothuk. Kontakty Europejczyków z tym rejonem datują się od X w. Pierwsi na Nowej Fundlandii wylądowali wikingowie. W już w XIII w. u jej wybrzeży ryby poławiali baskijscy rybacy. Za nowożytnego odkrywcę rejonu uważa się Johna Cabota. Wyspa przez kilka stuleci stała się tymczasową bazą dla brytyjskich kompanii rybackich. Mimo oficjalnego zakazu i licznych prób wykorzenienia, rozpoczęło się także nielegalne osadnictwo. Poziom tego zjawiska zmusił rząd brytyjski do oficjalnego uznania kolonii w 1811, a następnie w 1855 r. nadania jej statusu dominium. Wobec kryzysowej sytuacji w finansach publicznych, w 1934 r. dominium ogłosiło upadłość, przechodząc pod brytyjski zarząd komisaryczny. W 1949 w wyniku referendum dołącza jako dwunasta prowincja do Konfederacji Kanady.

## Rdzenni mieszkańcy Nowej Fundlandii i jej europejskie odkrycia
Terenem wyspy przed przybyciem europejskich osadników władało niepodzielnie plemię Indian Beothuk. Lud ten, w sagach nordyckich nazywany Skerlingami, unikał bliższych kontaktów z przybyszami. Krótki pobyt wikingów na wyspie oraz powierzchowne z nimi kontakty nie zmieniły trybu życia Indian. Dopiero napór kolonistów brytyjskich zepchnął plemię w głąb wyspy. Beothukowie wyginęli całkowicie do 1829 r.
Europejczycy odkrywali Nową Fundlandię co najmniej dwukrotnie. Istnieją absolutnie pewne dowody, że ok. 1000 r. wiking Leif Eriksson wylądował na wyspie wraz ze swoją kilkudziesięcioosobowa załogą. Wikingowie założyli tam osadę i spędzili jakiś czas – zapewne kilka pór roku. Potem jednak opuścili ją na zawsze.
Istnieją tylko pośrednie dowody, że już w XIV w., a być może i wcześniej, na wybrzeża wyspy docierali rybacy baskijscy. Członkowie tego ludu zobowiązani byli do zachowania tajemnicy o położeniu swych łowisk, o których bogactwie krążyły legendy. Wydaje się pewnym, że poławiali także na bogatych i współcześnie łowiskach nowofundlandzkich. Można też przypuszczać, że sporadycznie lądowali na wyspie i sąsiednich terenach. Zapewne też przypuszczenia lub nawet jakieś strzępy informacji od nich pochodzące dotarły do Krzysztofa Kolumba i Johna Cabota. Właśnie ten ostatni uznawany jest za oficjalnego odkrywcę.
John Cabot wylądował na wyspie w 1497 w czasie swej wyprawy, która nieskutecznie poszukiwała Przejścia Północno-Zachodniego. Od niego pochodzi też nazwa wyspy. Nazwana po angielsku New Found Land – czyli nowo znaleziona ziemia, z czasem zniekształcona do New Foundland, a w wersji spolszczonej Nowa Fundlandia.

## Nielegalna kolonia
John Cabot wracając do Anglii przywiózł ze sobą nie tylko nowiny o nowych lądach i morzach, rozpalając nadzieje na znalezienie łatwej drogi do Indii, lecz także informacje o niezwykle bogatych łowiskach dorszy. Ławice miały być tak rozlegle i gęste, że statki Cabotta w nich grzęzły. To niewątpliwie przesadzone wyobrażenie, tak typowe dla człowieka schyłku średniowiecza, niosło jednak ziarno prawdy. W niecałe sto lat później wybrzeża amerykańskie były terenem intensywnych połowów dokonywanych przez Portugalczyków, Basków, Francuzów i Anglików. Anglicy jako pierwsi zainicjowali zwyczaj budowy baz na wyspie, w których pozostawiali część swojego sprzętu i załogi, która tam zimowała. Pierwszym, który oficjalnie zgłosił roszczenia do wyspy i istniejącej już wtedy osady St. John’s był Humphrey Gilbert w 1583 r. W 1609 na podstawie królewskiego przywileju powołano nową prywatną kolonię. W założeniu jej gospodarczą podstawą miało być rolnictwo i rybołówstwo. Zanim jednak akcja osiedleńcza rozwinęła się na dobre, silne w Londynie rybackie lobby zazdrośnie strzegące swych stref wpływów skłoniło króla Karola I do cofnięcia przywilejów. Od tego momentu wszelkie osadnictwo stało się nielegalne. Nie zatrzymało to jednak ani już tam osiadłych kolonistów, ani nowych śmiałków. Brytyjscy kapitanowie starali się wytrzebić osadników „ogniem i mieczem”. Napadano na osady, palono domostwa i niszczono zbiory. Osadnicy jednak nie dali za wygraną. Szybko nauczyli się bronić lub kryć we wnętrzu wyspy, gdy na horyzoncie pojawiały się statki. W miejsce zniszczonych osiedli natychmiast pojawiały się nowe. W ten sposób wykształciło się niewielkie, lecz bardzo zdeterminowane społeczeństwo nowofundlandzkie. Angielskie kompanie rybackie nie były jedynym zagrożeniem dla mieszkańców. Także i Francuzi starali się ją włączyć do swego północnoamerykańskiego imperium. Koloniści wobec francuskich agresorów stosowali tę samą taktykę. Francuskie niebezpieczeństwo przeminęło po tym, jak na mocy pokoju utrechckiego wszelkie prawa do wyspy przekazano Wielkiej Brytanii.
Niepewna sytuacja na wyspie oraz ciągłe zagrożenie, jakie czekało jej mieszkańców, spowodowały wykształcenie się szczególnej kultury opartej na poczuciu tymczasowości. W tym okresie wolna i nielegalna kolonia weszła w intensywne kontakty handlowe z koloniami brytyjskimi w Ameryce Północnej, stając się centrum przemytu i kontrabandy, łamiąc uchwalone przez Parlament Brytyjski Akty Nawigacyjne.

## Dominium Nowej Fundlandii

Różowo-biało-zielone barwy flagi z 1840

flaga Fédération des Francophones de Terre-Neuve et du Labrador – Francuskojęzycznej Federacji Nowej Fundlandii i Labradoru

flaga Labradoru, opracowana w 1974, przejaw tendencji separatystycznych

Sytuacja, w której koloniści żyli pozbawieni opieki mocarstwa, obecności jakiegokolwiek kościoła, systemu prawnego, edukacyjnego i policyjnego, zakończyła się dopiero w 1811. Upór kolonistów zmusił władze brytyjskie do nadania kolonii oficjalnego statusu, legalizacji praw własności i stworzenia podstaw administracji. W dwadzieścia lat później w 1831 powołano wybieralne ciało doradcze, a kolonii nadano w 1855 samorządność.
W chwili powołania pierwszego przedstawicielskiego rządu wyspa nie posiadała żadnej infrastruktury. Jej wnętrze nie tylko nie było zagospodarowane, lecz wręcz niezbadane. Skupiska ludzkie rozmieszczone były wokół kilku portów połączonych komunikacją morską. Rozpoczęto pracę od podstaw, od tworzenia sieci szkół podstawowych, posterunków policyjnych, okręgów pocztowych. Życie na wyspie nie było łatwe. Wyspiarze zdani byli tylko na siebie. Ci nieliczni, którzy pragnęli zdobyć wykształcenie, musieli udawać się do szkół do pobliskiej Kanady lub Wielkiej Brytanii. Mimo zasadniczych trudności wyspiarze poradzili sobie z większością problemów. W 1899 zbudowano pierwszą na wyspie linię kolejową. W 1908 powstała pierwsza drukarnia, a wraz z nią życie wydawnicze. Za ten przyśpieszony rozwój zapłacono wielką cenę, którą był chroniczny deficyt budżetowy, który raz po razie prowadził do finansowych kryzysów dominium.

## Nowa Fundlandia wobec konfederacji
W momencie gdy Nowa Fundlandia zmagała się z podstawowymi problemami, Kanada i dominia atlantyckie rozpoczęły dyskusję na temat stworzenia unii, która później zaowocowała Konfederacją Kanady. Na konferencję w Charlottetown w 1866 nie zaproszono przedstawicieli Nowej Fundlandii. Na następującej po niej konferencji w Quebecu jej przedstawiciele wystąpili w roli obserwatorów. Wyspę reprezentowało dwóch wybitnych polityków – Frederic Carter i Ambrose Shea. Jeden i drugi szybko zrozumieli, jak wielką szansą dla wyspy byłoby przystąpienie do nowo tworzonego państwa. Aktywnie włączając się w rozmowy wynegocjowali prowizorium dla Nowej Fundlandii w rezolucji quebeckiej, która była dokumentem podsumowującym konferencję. Carter i Shea powrócili na wyspę jako gorący zwolennicy Konfederacji. Ich entuzjazm nie udzielił się jednak wyspiarzom. Ostatecznie, choć do konfederacji popychał także gubernator wyspy sir Anthony Musgrave, to demokratycznie wybrane władze zdecydowały, by Nowa Fundlandia pozostała niezależnym dominium brytyjskim.
Porażka prokonfederatów nie była końcem ich dążeń unijnych. Próby unii z Kanadą były ponawiane. Już w 1869 ponowiono negocjacje, które były bliskie urzeczywistnienia. Bezkompromisowa postawa antykonfederatów z Charles Fox Bennettem na czele doprowadziła do ich załamania. Kolejna próba konfederacyjna poczyniona w 1895 wobec ostrej recesji, w jakiej znalazła się wyspa, została odrzucona przez Kanadę, mimo brytyjskiej interwencji.

## Spór terytorialny z Kanadą
W 1927 wybuchł pomiędzy Kanadą a Nową Fundlandią spór terytorialny. Dotyczył on granicy między dominium a Kanadą na Labradorze. Tradycyjnie, już od czasów baskijskiej dominacji na tych terenach, kolonia Nowej Fundlandii posiadała tam swoje porty rybackie. Pokój paryski kończący wojnę brytyjsko-francuską o dominację w Ameryce Północnej poddawał „wybrzeże Labradoru” pod administrację gubernatora Nowej Fundlandii. Zasięg terytoriów podlegający jego administracji jednak nigdy nie został jasno określony. Problem został podniesiony w 1888 przez sąd w Nowej Fundlandii w związku z publikacją oficjalnych map kanadyjskich. Mimo różnic w interpretacji zasięgu „wybrzeża”, wobec braku wyraźnych interesów gospodarczych w tym rejonie, ani Kanada ani Nowa Fundlandia nie podniosły tej kwestii. Sytuacja zmieniła się dopiero w 1902, kiedy to rząd Nowej Fundlandii udzieli koncesji na wyręb drewna w dziale wodnym rzeki Churchill. Quebec roszczący sobie prawa do tych terenów interweniował u ministra spraw zagranicznych, który podniósł sprawę na arenie międzynarodowej. Nowa Fundlandia nie ustąpiła, zgłaszając jednocześnie pretensje do obszarów całego atlantyckiego działu wodnego Labradoru. Obie strony zgodziły się na arbitraż brytyjski. Werdykt w tej sprawie został podyktowany przez Tajną Radę dopiero w 1927. Przyznawał on, zgodnie z definicją, Ziemi Ruperta, Dominium Nowej Fundlandii prawo do całego spornego terytorium. Rząd federalny Kanady zaakceptował werdykt mimo wotum separatum Quebecu, który do dziś nie uznaje nowej granicy i zaznacza ją na swoich mapach jako „nie ostateczną”.
Włączenie spornego obszaru do Nowej Fundlandii było wątpliwym sukcesem dla pogrążonego w kryzysie finansowym dominium. Teren ten miał bardzo niewielki potencjał ekonomiczny, a jego administracja znacznie obciążała budżet dominium.

## Wzloty i upadki Dominium Nowej Fundlandii
Pierwsze dziesiątki lat Dominium Nowej Fundlandii były okresem powolnego rozwoju. Dominium posiadające zaledwie minimalną infrastrukturę, potrzebowało środków na jej rozwój. Musiało znaleźć je własnym sposobem. Odrzucenie oferty przystąpienia do Konfederacji odcięło możliwość finansowania z kanadyjskich środków federalnych. Początkowa, ostro forsowna polityka inwestycyjna doprowadziła do krachu finansowego w 1895, kiedy to dwa największe wyspiarskie banki ogłosiły upadłość. Dobre czasy dla Nowej Fundlandii powróciły wraz z wybuchem I wojny światowej. Zapotrzebowanie na produkty spożywcze i ich wysoka cena odmieniły sytuację ekonomiczną wyspy. W krótkim czasie zanotowano nadwyżki budżetowe, które zaczęto inwestować w dalszy rozwój infrastruktury. Zbudowano szereg linii kolejowych, dróg i innych instalacji, często mocno na wyrost. Zakończenie wojny i koniec prosperity nie powstrzymały dalszej spirali wydatków. Do roku 1930 dług Dominium Nowej Fundlandii osiągnął zawrotną sumę 100 milionów dolarów. Dominium stało się niewypłacalne. 16 lutego 1934 tymczasowo (jak się okazało na 15 lat) zawieszono instytucje samorządowe. Premier Nowej Fundlandii Frederick C. Alderdice przekazał rządy nad dominium brytyjskiemu komisarzowi. Zgromadzenie legislacyjne uległo samorozwiązaniu. Komisarz, wyposażony w szerokie uprawnienia administracyjne, realizował decyzje podejmowane przez Parlament Brytyjski.
Wybuch II wojny światowej przyniósł nową szansę wyspie. Jej strategiczne położenie predysponowało jej porty, a potem nowo budowane lotniska, na punkty przeładunkowe. Wszystkie konwoje płynące do Europy rozpoczynały się w portach nowofundlandzkich. Wszystkie, masowo produkowane w Kanadzie samoloty wylatywały do Anglii z lotnisk nowofundlandzkich. Obecność militarna Kanady i USA wpłynęła na zwiększenie zapotrzebowania na produkty tradycyjnego przemysłu wyspiarskiego, pomagając przezwyciężyć kryzys i stanąć mocniej na nogach. W chwili zakończenia wojny dominium gotowe było do historycznych decyzji.

## W drodze do Konfederacji
Zakończenie wojny, które znamionowało także koniec kryzysu gospodarczego, przywołało pytanie o przyszłość dominium. Piętnastoletni okres rządów komisarycznych dobiegał końca. Należało podjąć decyzje co do przyszłości kraju. Pośród ludności dało się zauważyć cztery opcje. Dwie dominujące to powrót do statusu samorządnego dominium lub konfederacja z Kanadą. Dwiema innymi, choć marginalnymi, były unia gospodarcza z USA lub proste zachowanie status quo, czyli rządów brytyjskich. W celu przyjęcia rekomendacji władze brytyjskie utworzyły Konwencję Narodową (National Convention). Czterdziestu pięciu jej członków pochodziło z powszechnych wyborów. Kandydaci prezentowali się nie z klucza partyjnego, lecz na podstawie ich osobistej popularności i koncepcji przez nich głoszonych. 11 września 1946 rozpoczęły się obrady konwencji. Po kilku wstępnych sesjach, które pokazały ostry podział pomiędzy dwiema zasadniczymi opcjami, utworzono dwa komitety. Na czele komitetu grupującego zwolenników powrotu do statusu samorządnego dominium stanął Peter Cashin, podczas gdy opcje prokanadyjską reprezentował Joseph Smallwood, stojący na czele drugiego komitetu. W początku 1947 postanowiono rozpocząć rozmowy na poziomie międzypaństwowym. Jako że dominującą opcją było utrzymanie związków z koroną jako niezależne dominium, najpierw została wysłana delegacja do Londynu. Wyniki rozmów londyńskich były rozczarowaniem. Choć rząd brytyjski nie zgłaszał obiekcji w sprawach politycznych, nie miał wiele do zaoferowania w kwestiach finansowych. Dominium nie mogło liczyć na żadne wsparcie finansowe z Londynu. Wizyta delegacji konfederacyjnej w Ottawie pod kierownictwem Fredericka Gordona Bradley i Josepha Smallwooda uzyskała znacznie lepsze warunki, choć i tak dalekie od spodziewanych.
Ostateczną decyzję pozostawiono społeczeństwu, które miało się wypowiedzieć w powszechnym referendum. Pozostawiono wyborcom trzy możliwości: zachowanie rządów komisarycznych, powrót do niezależnego dominium z własnym przedstawicielskim rządem lub unię z Kanadą. Referendum odbyło się w 3 lipca 1948, a głosy liczono w 24 okręgach wyborczych.
Krótki okres przed referendum wypełniła intensywna kampania. Towarzystwo Konfederacyjne The Confederation Association zawiązało się 21 lutego 1948 i propagowało ideę unii z Kanadą na łamach swego organu The Confedarate. Grupy stawiające na niezależność połączyły się w The Responsible Government League wydającą pismo The Independent. Trzecią siłą, blisko współpracującą z RGL, była Economic Union Party zakładająca zbliżenie lub nawet unię z USA.
Pierwsza runda referendum nie dała zdecydowanego rezultatu. Choć w głosowaniu przewodziła koncepcja niezależnego dominium – 44,6%, wyprzedzając konfederatów z 41,1%, to żadna z dominujących opcji nie zdołała zdobyć wymaganej 50% większości. W drugiej rundzie, z której wykluczono opcję komisaryczną, która zdobyła zaledwie 14,3% w pierwszej rundzie, wyborcy w swej większości opowiedzieli się za konfederacją. 78 323 głosy padły za tą opcją, dając 52,3% ważnych głosów.
Następnym krokiem na drodze do rozwiązania sprawy Nowej Fundlandii była konferencja w Ottawie, w czasie której wynegocjowano warunki przestąpienia do konfederacji. Delegatami wyspy byli Frederick Gordon Bradley, Joseph Smallwood, Albert Walsh, Chesley Crosbie, Gordon Winter, John McEvoy i Philip Gruchy. Kanadę reprezentowali Louis St. Laurent, Lester Pearson oraz premier Kanady Mackenzie King. Głównym punktem obrad były sprawy finansowe, a przede wszystkim finansowanie deficytu budżetowego nowej prowincji. Ostatecznie 11 grudnia 1948 zawarto porozumienie, na podstawie którego uchwalono poprawkę do ustawy British North America Act 1949, oraz Ustawę o Nowej Fundlandii.

## Kanadyjska Nowa Fundlandia (i Labrador)
Oficjalnie Nowa Fundlandia przystąpiła do Konfederacji Kanady 1 kwietnia 1949. Obchody tego wydarzenia odbyły się jednak 31 marca (być może by uniknąć dowcipów). Uroczystości odbyły się równolegle w Ottawie i w St. John’s.
W pierwszych wyborach prowincjonalnych większość parlamentarną zdobyli liberałowie z Josephem Smallwood na czele. Utrzymali rządy w prowincji do początku lat siedemdziesiątych. Wkrótce okazało się, że życie w Konfederacji nie jest łatwe. Żaden z problemów wyspy, poza doraźną federalną pomocą finansową, nie został rozwiązany. Kryzys rybołówstwa, podstawowej dziedziny gospodarki prowincjonalnej, ponownie wpędził prowincję w permanentny kryzys budżetowy i zależności od dofinansowania. Nowa Fundlandia stała się „chorym człowiekiem” Kanady. Zabrakło w prowincji wielkich postaci oraz woli przezwyciężenia błędnego koła kryzysu. Wynikiem tego jest z jednej strony najwyższy poziom bezrobocia pośród wszystkich kanadyjskich regionów, najwyższe podatki, a przy tym najniższy udział ludzi wykształconych wśród ogółu społeczeństwa. Innym poważnym problemem jest stała migracja Nowofundlandczyków do lepiej rozwiniętych rejonów Kanady. Nadzieje na przyszłość wiązane są z odkryciem na szelfie kontynentalnym złóż ropy naftowej. Dotychczas jednak 75% zysków z jej wydobycia trafiało do kasy federalnej. Sytuację ma zmienić nowe porozumienie wynegocjowane pomiędzy nowym konserwatywnym rządem prowincjonalnym a rządem federalnym, by większość zysków z wydobycia zostawała w dyspozycji prowincji. Pozwoli to na zrównoważenie budżetu i spłatę zadłużenia (obsługa jego pochłania ponad 25% wpływów podatkowych). Prowincji potrzebny jest jednak plan rozwoju alternatywnego przemysłu, mobilizacji i przekwalifikowania siły roboczej, a do tego potrzeba czegoś więcej niż pieniędzy.